# Dělení se zbytkem
Vydělit celé číslo a celým nenulovým číslem b dělením se zbytkem znamená přiřadit k němu pár celých čísel q a r ,tak aby {\displaystyle {a=b\cdot q+r}} (r∈[0,|b|) ∩{\displaystyle \mathbb {N} }); q pak nazýváme podíl a r zbytek

## Příklad
{\displaystyle 13=3*4+1\cdot } je dělení se zbytkem čísla 13 číslem 3.
{\displaystyle -10=-4\cdot 3+2}
{\displaystyle 3=5\cdot 0+3}

## Existence
Existence takového páru v případě že a a b jsou přirozená se dá dokázat následovně:
Vezměme množinu všech celých čísel k,tak aby bk ≤ a. Tato množina je majorovaná a jelikož je to množina celých čísel, tak má maximum. Nazvěme si toto maximum q. Potom máme qb≤a<(q+1).b, z čehož vyplývá že 0≤a-qb<b. Nechť r=a-qb. Potom a=bq+r a r∈[0,|b|)∩{\displaystyle \mathbb {N} }

## Jedinečnost
Jedinečnost tohoto páru (fakt, že takových párů není víc než jeden) lze dokázat následovně:
Nechť a=b.q+r(r∈[0,|b|) a a=b.q'+r'(r∈[0,|b|)
b.q+r=b.q'+r'
b.(q-q')+(r-r')=0
b.(q'-q)=(r-r')
Z této rovnosti vyplývá,že r-r' je dělitelné b.
0≤r<|b| a 0≤r'<|b|
0≤r<|b| a -|b|≤-r'<|b|
Z čehož vyplývá že =-|b|<r-r'<|b| avšak mezi -|b| a |b|,jediný násobek b je 0 a tudíž r-r'=0 r=r' a b.(q'-q)=0 a jelikož b≠0,tak q'-q=0 q'=q.
Jedinečnost páru (b;q) je tímto dokázaná